# John Maynard Keynes
John Maynard Keynes (født 5. juni 1883, død 21. april 1946) var en engelsk økonom. Han regnes normalt som grundlæggeren af moderne makroøkonomi med sit berømte værk The General Theory of Employment, Interest, and Money fra 1936.
Keynes hævdede, at økonomien kan havne i en varig tilstand af uligevægt med lav produktion og høj ledighed. Årsagerne til dette, mente han, ligger i, at den samlede effektive efterspørgsel bliver for lav til at sikre fuld kapacitetsudnyttelse og beskæftigelse. Keynes tog dermed afstand fra "Says lov", som mange af datidens økonomer byggede på. De mente, at man bør føre en "laissez-faire"-politik, dvs. at staten skal blande sig så lidt som muligt i det økonomiske liv.
Keynes anbefalede i stedet en aktiv statslig politik med blandt andet rentesænkende pengepolitik for at stimulere investeringer, øgede offentlige udgifter og skattelettelser for at komme ud af krisen. Dette ville ifølge Keynes skabe følgevirkninger, som ville gøre, at økonomien efterhånden ville komme tilbage til fuld kapacitetsudnyttelse og beskæftigelse.
Keynes leverede også et nyt syn på, hvordan opsparing skulle forstås. I modsætning til klassikerne mente Keynes, at opsparing er en funktion af indkomst snarere end af renten, der jo egentlig kan forstås som opsparingens aflønning. Men først må man altså have noget at spare op af – heraf opsparingens indkomstafhængighed. Keynes mente, at renten var relativt ubetydelig i bestemmelsen af opsparing og forbrug.
Fra midten af 1930'erne fik Keynes' syn stadig større tilslutning blandt andre økonomer. "Storhedstiden" for hans teorier kom efter 2. verdenskrig og varede frem til begyndelsen af 1970'erne. De fleste økonomer var i denne periode enige om, at man nu havde fundet et effektivt virkemiddel, som kunne hindre konjunkturnedgange af den type, som man havde haft tidligere. I 1970'erne fik man imidlertid nye typer økonomiske problemer. Blandt andet dukkede fænomenet 'stagflation' op. Det var en kombination af øgede prisstigninger og stigende ledighed. Stagflationen kan ikke ophæves ved hjælp af de traditionelle keynesianske efterspørgselsstimulerende tiltag, fordi den opstår som følge af et negativt udbudsstød til økonomien – en type stød, som ikke indgik i Keynes’ tankegang.
I sit privatliv var Keynes meget optaget af kunst, og fik bygget et teater i Cambridge. Efter en lang række forhold til mænd begyndte han at have forhold til kvinder, og giftede sig med en russisk balletdanserinde. Han var med i den britiske delegation, der forhandlede Versaillestraktaten frem, og forlod delegationen i protest over de høje skadeserstatninger, man afkrævede Tyskland. Han udgav derefter en bog, hvor han betegnede erstatningerne både som uretfærdige og som ødelæggende for hele Europas økonomi.

## Hovedpunkter i Keynes’ teori
- Produktionen er bestemt af efterspørgslen i økonomien snarere end udbuddet
- Der er træghed i prisdannelsen, ikke mindst på arbejdsmarkedet. Der er ingen garanti for, at lønnen falder ved overudbud af arbejdskraft. Derfor kan arbejdsløshedsproblemer ikke løses af markedskræfterne alene
- Sammenhængen mellem indkomst og forbrug og dermed vigtigheden af den multiplikatoreffekt, hvormed stød til efterspørgslen kan blive forstærket og føre til store ændringer i produktion og beskæftigelse
- Staten kan fylde "hullet" i efterspørgslen ud, ved at staten fører ekspansiv finanspolitik i lavkonjunkturer. Tilsvarende vil kontraktiv finanspolitik virke dæmpende i en overophedet økonomi
- De økonomiske aktørers forventninger til fremtiden er vigtige faktorer der påvirker forbrug og investeringer. Keynes formulerede det sådan, at animal spirits var en afgørende faktor bag mange skift i efterspørgsel og dermed produktion[2]

## Efter Keynes
Keynes’ oprindelige tanker er blevet kritiseret på en række punkter af senere økonomer og som følge deraf på mange måder modificeret.
I 1960’erne dominerede debatten mellem keynesianere og monetarister de økonomiske overskrifter. Monetaristerne mente bl.a., at pengepolitik var et mere effektivt instrument end finanspolitikken til at styre konjunkturerne på kort sigt. De mente også at man under alle omstændigheder ikke kunne holde ledigheden under dens strukturelle niveau på lang sigt ved at føre ekspansiv politik. På sidstnævnte punkt er de fleste økonomer inklusive nykeynesianerne i dag enige om at monetaristerne havde ret. Mht. det første punkt er der ligeledes enighed om at både finans- og pengepolitik generelt kan påvirke konjunkturerne, og det afhænger af en pragmatisk vurdering af forholdene hvilket af de to instrumenter der er mest effektivt i en konkret situation.
Senere har de såkaldte nyklassikere, bl.a. Robert Lucas, fremført alternative teorier (Real business cycles) til at forklare konkunktursvingninger, der bl.a. fokuser på udbudsstød. I 1980’erne opstod som reaktion herpå nykeynesianerne. De deler flere af nyklassikernes forskningsprincipper, som vigtigheden af at have et velunderbygget mikroøkonomisk fundament for makroteorien, men understreger samtidig, at forskellige markedsfejl kan føre til pristræghed og dermed langsom tilpasning til konjunkturerne, hvorved mange af Keynes’ oprindelige tanker om efterspørgslens betydning i en konjunktursituation bliver bekræftet.
Ved siden af nykeynesianerne, som i dag er en af de vigtigste makroøkonomiske strømninger, findes også post-keynesianerne, som går ind for en mere bogstavelig tolkning af Keynes’ oprindelige tanker.